# بطرماز
بطرماز هي قرية لبنانية من قرى قضاء الضنية في محافظة الشمال.
ترتفع عن سطح البحر 620 متر وتمتاز بطبيعه خلابة ونهر عذب (عيون السمك)كما تمتاز بالفواكه المتنوعه أشهرها المشمش والخوخ والتفاح وتكثر فيها الأحراج البرية وهي غنية بالطيور على انواعها والسناجب وفيها الضباع وأنواع من حيوانات برية أخرى.
جغرافيتها:
تحد بطرماز -ذات المساحة الشاسعة مقارنة بقرى الضنية- عدة قرى منها: طاران، بيت حاويك، السفيرة، دبعل، حرف سياد، قرحيا، ويفصل بينها وبين عكار نهر البارد  ....
وفي بطرماز اكبر حرج للصنوبر البري في لبنان تنقصه الرعاية والاهتمام...
في بطرماز مدرسة رسمية ومستوصف للجمعية الطبية الاسلامية يخدم القرية والقرى المجاورة..
وفيها كذلك مساجد عدة منها: مسجد أبي بكر الصديق ومسجد عمر الفاروق ومسجد الوادي الجديد...